# 玉鋼

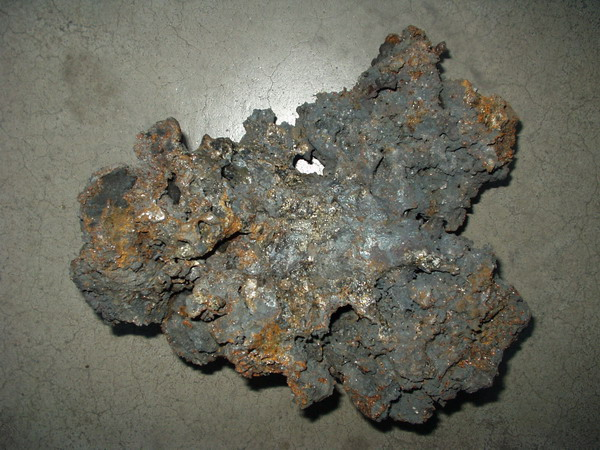
一块玉钢

玉钢是一种以日本传统工艺制造的钢材，主要制造日本刀、匕首、小刀以及其他类型的工具。
经过分析，历史上大多数的日本刀碳含量约在0.5-0.7%之间；但该范围最大可扩至约1.5%。

## 制造
玉钢一般由日本岛根县产出的铁砂制成，根据铁砂的品質可分为两种类型：赤目砂铁与真砂砂铁。其中赤目砂铁的品質相对较差，而真砂砂铁品質较好。混音了各种混合成分的剂量由“村下”（即製鉄的技師長）决定。 根据所需的结果，“村下”会混合一种或多种类型的铁砂。
铁砂会被放入踏鞴炉（一种黏土制的盆炉）中。 黏土盆高约4英尺（1.2）、长12英尺（3.7）、宽4英尺（1.2）。 盆炉会被干燥并加热至约1,000 °C（1,830 °F）左右。 其后木炭会被添入至铁砂中混合，以向钢中添加碳并使其硬化。
玉钢的制作过程通常会持续36至72个小时（一天半到三天），具体取决于炼钢的人数和要获得的金属量。冶炼后一小时内，铁砂会沉到底部，称为火床，在火床中将通过颜色来评估它是否变成玉钢。铁砂每隔十分钟就会被添加到混合物一次，并不断地将其翻转。
玉钢制作完成后，盆炉会被打碎并取出钢材。最好的钢材大多位于所得金属块的边缘；这个部分的氧化过程更强。玉钢的品质取决于其颜色：亮银色的玉钢一般非常适合用于制作刀片。